# 吕建军
吕建军（1985年8月1日—），中國足球运动員，位置是后卫。

## 球员生涯
吕建军从小在大连实德效力，表现出色，可是却无法在人才济济的大连队找到位置。2004年，为了能踢上主力，吕建军加盟了大连长波俱乐部，在当年的中甲联赛中表现不错。2006年，大连长波队被收购，改名为西藏惠通。吕建军决定转会，他加盟了当时在中国足球乙级联赛的球队哈尔滨毅腾俱乐部，帮助球队冲甲成功。凭借优异的表现，他被杜伊看中，入选了中国国奥队。2008年，吕建军加盟中超劲旅长春亚泰。2015年，吕建军加盟河南建业。

## 昵称
吕建军小时候踢球时，无论经过多少风吹雨淋，皮肤却始终很白，没有晒黑的迹象。因此，他获得了一个“大白”的外号。